# プリズン・ブレーキ
『プリズン・ブレーキ』（原題：PRISON-A-GO-GO!）は、アメリカ合衆国の映画作品。

## キャスト
| 役名           | 俳優                     | 日本語吹替          |
| -------------- | ------------------------ | ------------------- |
| ダイアン       | メアリー・ウォロノフ     | 阿南智子            |
| ジャックポット | ロンダ・シェアー         | 白土麻子            |
| ジェイニー     | ローリー・ウォルトン     | 伊藤あすか          |
|                | ロイド・カウフマン       |                     |
| ウィルバー     | マイク・ウィービー       | なべやかん          |
| ハートライダー | トラヴィス・ウィリンガム | 三又又三            |
| キャリスタ     | ローレン・グレアム       | 田中まりか          |
| ロージー       | ロビン・シモンズ         | 志摩淳              |
| ブリージー     | ティナ・パーカー         | 山田きのこ          |
| ブンブーン     | マエ・モレノ             | 紺野なる            |
| クロスアイ     | ルイーザ・ローレス       | 矢倉名月            |
| ジンジャー     | ローラ・ベイリー         | 高橋あみか          |
| ジョージ       | ロビン・マクギー         | 木村裕二            |
| ジマーマン     | ジョン・ペラン           | 福里達典            |
| ゴールドバーグ | アラン・ポラード         | 合田慎二郎          |
| リップシッツ   | リック・モロー           | 居島一平            |
| マミーバンディ | シャロン・ライト         | 真田雅隆            |
| 忍者1          | イルラム・チョイ         | 瀬水暁              |
| 忍者2          |                          | サンキュータツオ    |
| 忍者3          |                          | 鳩山来留夫          |
| 忍者4          |                          | ケンタエリザベス3世 |
| 編集者         |                          | 小林悟              |
| ラジオの声     |                          | 大塚智則            |

- その他の声の吹き替え：荒尾友香理／草野和香／土屋美紀／黒田真奈美／須賀清美／太田歩波／小久保千寛／小山誓子／菅野裕士／枝木勇介／佐々木将勝／前田高宏／岩瀬和樹